# Pistolet automatique type Union

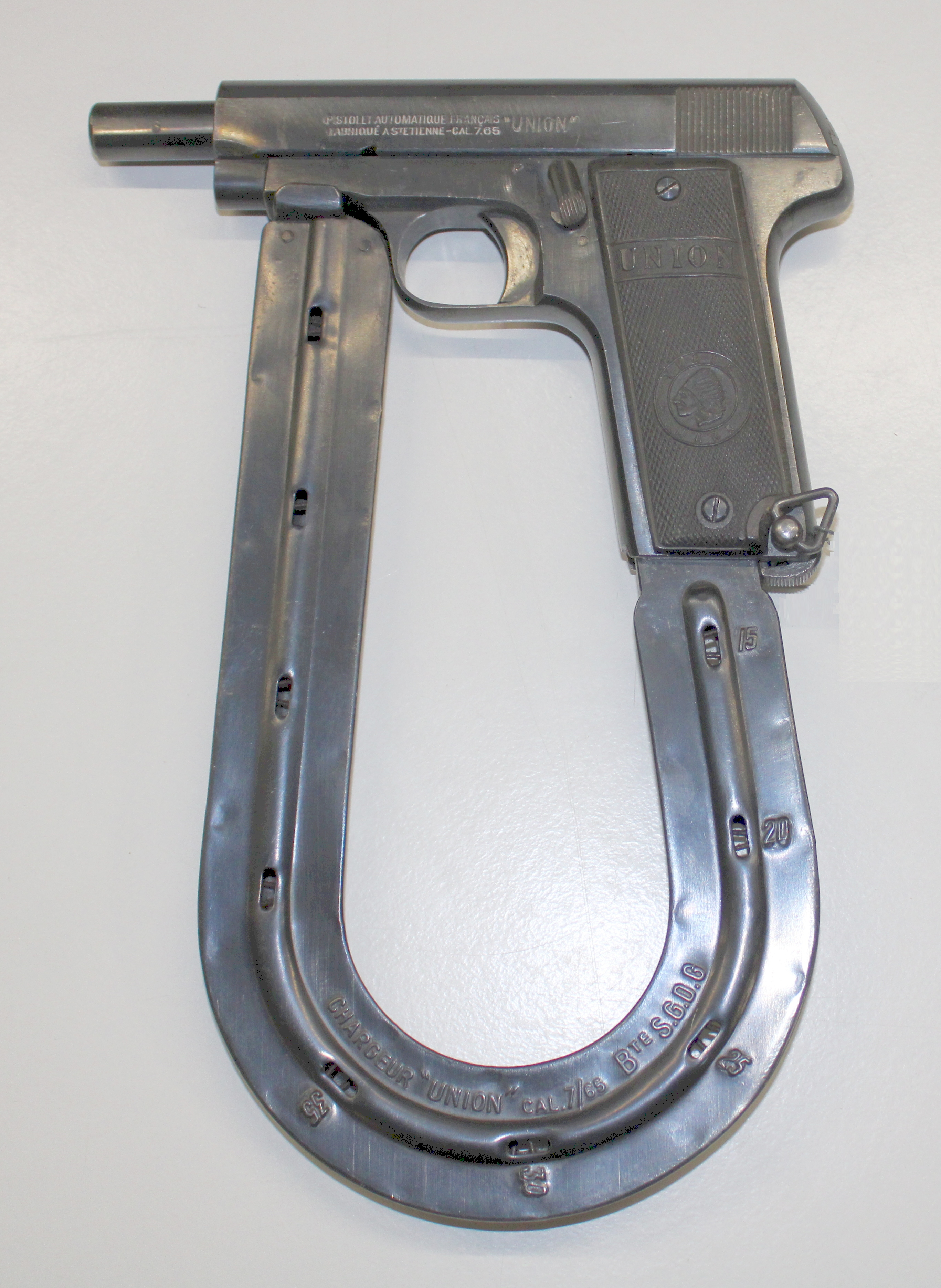
La version la plus rare mais la plus connue du PA Union à canon long (110 mm) et chargeur "fer à cheval" (coll. du Musée de l'Armement de la Bundeswehr située à Coblence). Ce pistolet mesure 177 mm pour 1220 g chargée à 35 coups.

 Le pistolet automatique type Union  est l'appellation militaire de l' Union 1925. 

## Présentation du PA Union 1925
Ce PA est donc  une variante française du  Ruby mieux finie et fabriqué à Saint-Étienne entre 1925 et 1940. Il équipe alors  la Banque de France, la Préfecture de Police de Paris ainsi que d'autres polices municipales en France. Les pistolets Union sont, à l'instar des  Unique 17 et les MAB D, adoptés par l'armée française, en 1939.

## Fiche technique
- Munition : 7,65 Browning
- Longueur : 15 cm
- Canon : 8,5 cm
- Masse : 730 g
- Chargeur : 9 cartouches

## Sources
- Jean Huon,  « Les pistolets automatiques de l´Armée francaise »,  Gazette des Armes N°170,  Octobre 1987
- Star & Ruby par J.P. Bastié  et Daniel Casanova (Crépin-Leblond /FG Editions, 1989).
- Luc Guillou,  « Le pistolet Union-France à « chargeur fer à cheval »    Gazette des Armes N° 423,  Septembre 2010.
- Les Pistolets Union par Daniel Casanova (Crépin-Leblond, 2016).
- Les Pistolets 7,65 par Daniel Casanova (Crépin-Leblond, 2019).

## Pour en savoir plus
- Les Armes de Poing de l'Armee française 1858-2004	par J. Huon & E. Medlin, Editions    Crepin Leblond, Avril 2005.
- Revolvers & pistolets automatiques français	par Daniel Casanova, E-T-A-I, Septembre 2015.